# Two Women (2025)
Two Women (Eng; Deux femmes en or) ist eine Filmkomödie von Chloé Robichaud. Es handelt sich bei der kanadischen Produktion um ein Remake des gleichnamigen Films von Claude Fournier aus dem Jahr 1970. Der Film mit Karine Gonthier-Hyndman und Laurence Leboeuf in den Hauptrollen feierte Ende Januar 2025 beim Sundance Film Festival seine Premiere und kam Ende Mai 2025 in die kanadischen Kinos.

## Handlung
Violette und Florence verstehen nicht mehr, wie ihnen geschieht. Die eine ist im Mutterschaftsurlaub, die andere arbeitslos, die eine nervös, die andere empfindet überhaupt nichts mehr. Die Nachbarinnen werden beide vom Gefühl des Versagens geplagt, denn trotz Karriere und Familie sind sie nicht glücklich. Florence wagt einen Seitensprung mit einem Lieferjungen.

## Produktion

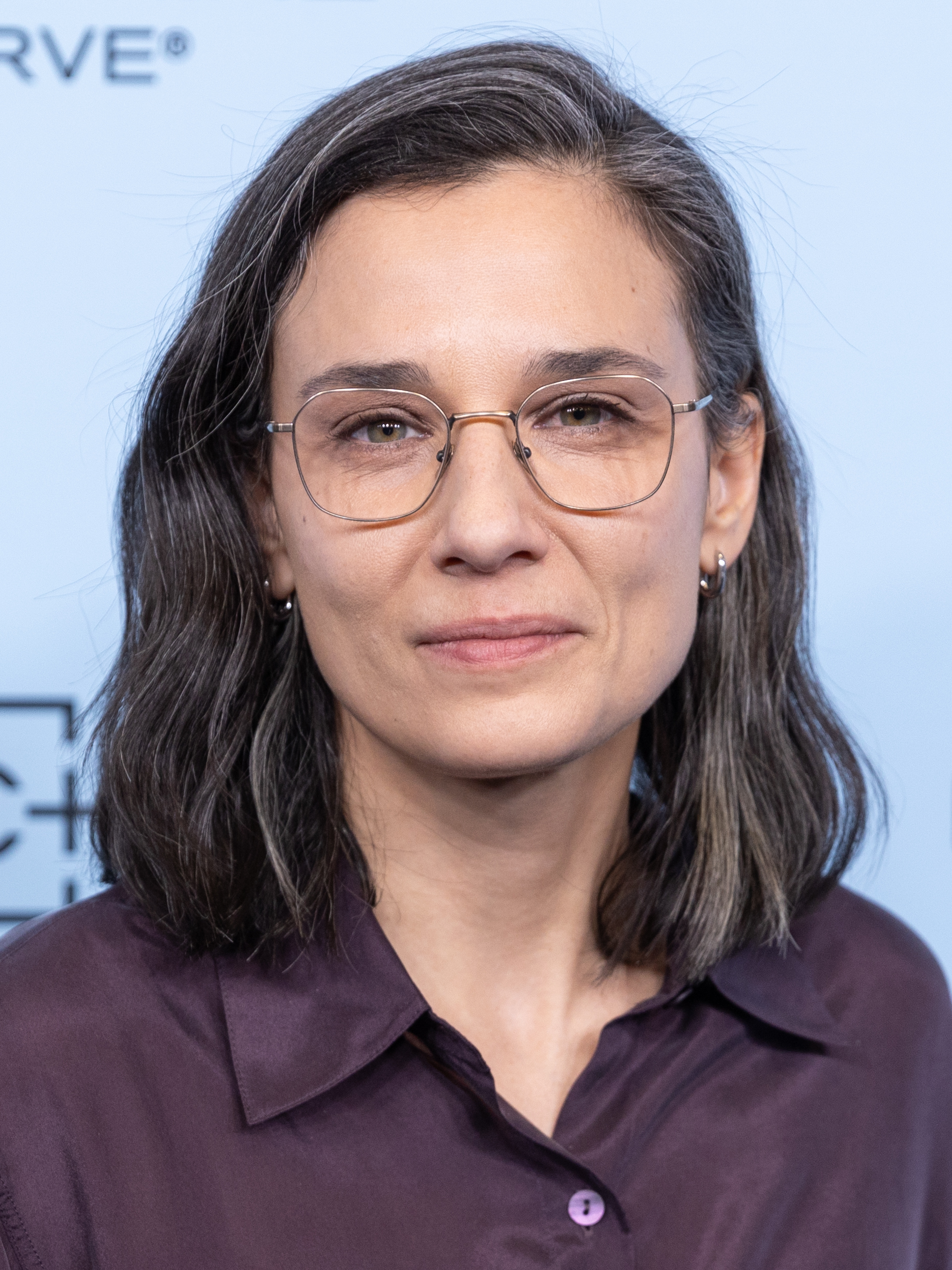
Regisseurin Chloé Robichaud

Es handelt sich bei dem Film um ein Remake der Filmkomödie Deux femmes en or von Claude Fournier aus dem Jahr 1970 mit Monique Mercure, Louise Turcot und Marcel Sabourin in den Hauptrollen, der in Deutschland unter dem Titel Zwei perverse Mädchen veröffentlicht wurde. Regie bei der Neuverfilmung führte Chloé Robichaud. Zu den bekannteren früheren Arbeiten der Kanadierin gehört das Sportdrama Sarah préfère la course, in dem Sophie Desmarais eine Läuferin spielte. Das Drehbuch für Deux femmes en or schrieb Catherine Léger.
Karine Gonthier-Hyndman und Laurence Leboeuf spielen in den Hauptrollen Florence und Violette. Das Casting übernahm Lucie Llopis.
Die Dreharbeiten fanden im kanadischen Montreal statt. Als Kamerafrau fungierte Sara Mishara, die zuletzt für Filme wie Mein Jahr in New York von Philippe Falardeau, Les oiseaux ivres von Ivan Grbovic und In Cold Light von 	Maxime Giroux tätig war.
Die Weltpremiere des Films fand am 25. Januar 2025 beim Sundance Film Festival statt. Im April 2025 wurde er beim Calgary Underground Film Festival gezeigt. Der Kinostart in Kanada war am 30. Mai 2025.

## Rezeption

### Kritiken
Von den bei Rotten Tomatoes aufgeführten Kritiken sind 91 Prozent positiv.

### Auszeichnungen
Las Palmas de Gran Canaria International Film Festival 2025
- Nominierung im Offiziellen Wettbewerb[5]

Miami Film Festival 2025
- Nominierung für den Knight Marimbas Award (Chloé Robichaud)[6]

Sundance Film Festival 2025
- Nominierung für den Grand Jury Prize – World Cinema: Dramatic (Chloé Robichaud)
- Auszeichnung mit dem Special Jury Award for Writing – World Cinema: Dramatic (Chloé Robichaud)[2][7]